# 平壤市历史
平壤歷史超過二千年。自從公元在前11世紀或者公元前813年為箕子朝鮮所佔領，並成為其首都；然後又在公元前194年成為衛滿朝鮮的首都。这就開始了正式记载中平壤在朝鮮半島上作為首都的地位，此後，今日的平壤一直都与高句麗、百濟和乐浪等郡县有些极深的渊源。
平壤最早的名稱是朝鲜县，公元前108年，漢武帝佔領朝鮮半島北方，成立漢四郡，平壤就在當年的樂浪郡的郡治朝鮮县，管理平壤及周围地区達四百年之久。

## 史前時期
朝鲜民主主义人民共和国以平壤市祥原郡黑隅里遗迹等旧石器时代、新石器时代的遗迹为依据认为北朝鲜大同江流域是人类的起源地之一。

## 传疑時期
傳說中，朝鲜民族的始祖檀君誕生長大之後，在公元前2333年建立“王儉城”（又稱“王險城”），就在今日的平壤。高丽时期书《三国遗事》伪托《魏书》云“乃往二千载有檀君王俭，立都阿斯达，开国号朝鲜。”（无论是《三国志》的《魏书》还是北魏的《魏书》都没有关于檀君的任何记载）

## 古朝鮮时期
今天的平壤（时稱朝鲜县）東南在古代曾經是箕子朝鮮王國的都城，公元前194年又成為衛滿朝鮮的首都。

## 汉晋郡县時期
公元前108年衛滿朝鮮亡國之後，平壤地区被汉朝佔領，漢武帝佔領朝鮮半島北方，设立漢四郡，平壤就在當年的樂浪郡的郡治朝鮮县。高丽书《三國史記》記載公元37年大武神王向鸭绿江南的乐浪郡发动进攻，一度占据。 七年后，光武帝派兵渡海收复了乐浪，阻止了高句丽的扩张。東漢末，公孫康分屯有县以南荒地分置帶方郡，郡治在帶方縣。辖境与从前乐浪南部都尉的管区相同。

## 高麗百济争夺時期
据《三国史记》东川王本纪记载，东川王二十一年（247年），“王以丸都城经乱不可复都，筑平壤城，移民及庙社。平壤者，本仙人王俭之宅也，或云王之都王险。” 不过《晋书》卷一四《地理志》记载：“咸宁二年（276年）十月，分昌黎、辽东、玄菟、带方、乐浪等郡国五置平州”，“乐浪郡，汉置，统县六，户三千七百，带方郡，公孙度置，统县七，户四千九百”。因此247年东川王所城的平壤应该為國內城的衛城，而不在大同江。  西晋八王之乱后，中原大乱，高句丽开始南下压迫乐浪郡。高句丽美川王十二年（311年）夺取西安平县（位于今鸭绿江口北岸），切断了乐浪, 带方二郡与辽东的联系。《三国史记.高句丽本纪》记载，高句丽“侵乐浪郡，虏获男女二千余口。”；故国原王四十一年，“百济王率兵三万来攻平壤城”；小兽林王七年“百济将兵三万来侵平壤”；广开土王四年，“与百济战于浿水之上”。这些都表明公元4世纪初高句丽已夺取了二郡，控制了大同江流域。
313年初，据有乐浪, 带方二郡的张统因不堪长期孤军与高句丽，百濟作战而率千余家迁到辽西投靠慕容廆，慕容廆後为其在辽西侨置乐浪郡（《资治通鉴》卷八八，建兴元年条）。不过在乐浪故地发现的4世纪和5世纪初的带有东晋年号和官衔的汉人墓铭和砖铭表明313年後到5世纪初，还有一定数量的汉人居住在朝鲜半岛北部并继续奉东晋正朔，并未被高句丽或百濟降服。
前燕慕容氏是最后一次给高句丽以巨创的中国地方政权。342年冬，慕容皝毁高句丽丸都城，不过并不能恢复中国以前对朝鲜半岛北部的控制，只好接受高句丽的臣服。  《资治通鉴》卷97载故国原王在前燕伐高句丽的次年“遣其弟称臣入朝于燕，贡珍异以千数”。迫于前燕压力，高句丽迁都到平壤。
371年，当时的百济世子近仇首王率3万军队拿下樂浪并处死了高句丽故国原王，百济短期獲得樂浪地区。高句丽好太王和长寿王两代多次大败百济，百济势力被逐出了乐浪郡。427年前后，百济继续争夺乐浪，带方两郡的控制權。
朝鮮民主主義人民共和國發掘的安鹤宫遗址被認為是平壤的早期建築。而吉林集安的将军坟被認為是长寿王的陵墓即承认长寿王死后又归葬“故国”，这是一种可能，尽管无文献记载。
另外还有一种可能，即长寿王迁都之平壤並非近日之平壤。427年，高句丽长寿王迁都平壤很有可能不是今日大同江畔的平壤，而是國內城衛城或者和國內同一个城。今日之平壤，為586年（隋文帝開皇六年）平原王遷都到最後一個首都長安城，新唐書認為長安城就是平壤即樂浪郡，於是國內城附近的平壤就與今日之平壤混淆。

## 唐朝時期
中國唐初薛仁貴征東滅高句麗，佔領平壤，改設安東都護府（668年—676年）。

## 高丽时期
918年，高麗在松岳（今开城）建國，926年定平壤為「西京」。

## 元朝时期
1269年十月，高丽西京（即今平壤）都统领崔坦、李延龄等以高丽北部50城降元。两年后，忽必烈将高丽西京划归元朝辽阳行省东宁府。如此一來，高丽西京等地从1269年后的20多年成为元朝的直接管辖地，不在高丽国的征东行省境内。1290年，应高丽忠烈王的要求，元朝将东宁府归还高丽。

## 朝鲜王朝时期
朝鲜王朝时代，平壤为平安道首府，城池分内城、中城、外城、北城四部分，内城有五门，南为朱雀门，东为大同门（有瓮城），东北为七星门，东南为长庆门，西为静海门。内城之外为中城，南门为正阳门，东门为含毬门，北门为庆昌门，西门为普通门。中城之外为外城，南为车避门，西为多景门此外还有承服门、足朴门、大道门、小通门、水德门等。内城北端有北城，南为转锦门，北为玄武门。
19世紀末，美國商船“谢尔曼将军号”曾沿大同江上溯到平壤，被当地军民焚毁。朝鮮被逼開放港口后，平壤及其外港镇南浦（今名南浦）成为朝鲜北方的主要商业和工业中心之一。

## 日据时期
日据时代，平壤府成为平安南道首府。

## 光复早期及朝鲜战争时期
朝鲜半岛光復後不久即实行南北分治，李承晚在京城（汉城）建立大韓民國，平壤则被苏军占领，成為朝鲜民主主义人民共和国的首都。朝鲜战争期間平壤受到重大破壞，但戰後很快得到重建。

## 现代的发展
隨著韓戰的結束，平壤又在廢墟中重新站立了起來，经历了平壤几十年的建设与发展，人口由1993年的2,741,260人增至2008年的3,255,388人，已经步入世界級城市。

## 脚注
1. ↑  《三国史记》卷14：“二十年　王袭乐浪　灭之”
2. 1 2 3 4 5  .   [2010-10-31]. （原始内容存档于2009-06-19）.